# Wilfred Bungei
Wilfred Bungei (født 24. juli 1980 i Kabirisang, Kenya) er en kenyansk atletikudøver (mellemdistanceløber), der vandt guld på 800 meter ved OL i Beijing 2008 og sølv på samme distance ved VM i Edmonton i 2001.
Bungei er halvfætter til den kenyanskfødte dansker Wilson Kipketer.